# Oviječ velký
Oviječ velký (Macrogalidia musschenbroekii) je šelma z čeledi cibetkovití, podčeledi oviječi, endemicky se vyskytující na Sulawesi. Podle Červeného seznamu IUCN patří k zranitelným taxonům kvůli úbytku populace v důsledku ničení a degradace přirozených stanovišť. Rod Macrogalidia je monotypický taxon vyskytující se pouze na Sulawesi.

## Popis
Oviječi velcí mají světle hnědě kaštanovou krátkou srst v níž mají přimíchány světlé chlupy. Zbarvení spodní části je variabilní od nažloutlé po bílou. Na zadní části těla je pár nezřetelně se rýsujících podélných pruhů a několik světlých skvrn. Hmatové vousy jsou bílo-hnědé. Na ocasu jsou střídající se kruhy tmavě a světle hnědé barvy, které jsou ve spodní části nezřetelné a směrem k temně zbarvené špičce ocasu mizí. Délka těla s hlavou je okolo 89 cm, délka ocasu je 64 cm. Lebka s kostmi patra je posazena dozadu, ale jinak tento druh svým vzhledem připomíná oviječe skvrnitého (Paradoxurus hermaphroditus). Zuby se však od všech druhů rodu Paradoxurus liší.

## Rozšíření a habitat
Tento druh žije v nížinném i horském lese do nadmořské výšky 2 600 m a v travnatých porostech v blízkosti farem. Běžnější jsou v lesích než v zemědělských oblastech. Ačkoliv se jeví jako univerzalisté, kteří pravděpodobně snášejí určitý stupeň narušeného prostředí, neexistují důkazy o tom, že by jejich populace mohly přežít nezávisle na vysokém lese. Mezi zářím 2016 a dubnem 2017 byl jejich výskyt zaznamenán v Národním parku Bogani Nani Wartabone a v Národní rezervaci Tangkoko Batuangus v nadmořských výškách 253 až 1 515 m.

## Ekologie a chování
Oviječi velcí jsou částečně stromoví, noční všežravci, kteří se živí malými savci, ovocem a trávou. Občas loví i ptáky a hospodářská zvířata. Jejich domovský areál se odhaduje na přibližně 150 hektarů.